# Hemisphaerius trimaculatus
Hemisphaerius trimaculatus är en insektsart som beskrevs av Banks 1910. Hemisphaerius trimaculatus ingår i släktet Hemisphaerius och familjen sköldstritar. Inga underarter finns listade i Catalogue of Life.